# Estelita Rodriguez
Estelita Rodríguez (parfois créditée Estelita) est une actrice cubaine, née le 2 juillet 1928 à Guanajay (Cuba), morte le 12 mars 1966 à Los Angeles — Quartier de Van Nuys (Californie).

## Biographie
Installée adolescente aux États-Unis, Estelita Rodriguez débute au cinéma dans trois films sortis en 1945. Le deuxième est le western Along the Navajo Trail de Frank McDonald, produit par Republic Pictures et ayant Roy Rogers pour vedette. Sous contrat avec ce studio jusqu'en 1952, elle retrouve l'acteur dans huit autres westerns, le dernier étant Pals of the Golden West de William Witney, sorti en 1951. 
En tout, elle contribue à vingt-quatre films américains (plus un film brésilien, son premier sorti en 1945). Le plus connu (et avant-dernier) est sans doute Rio Bravo d'Howard Hawks (1959, avec John Wayne, Dean Martin et Angie Dickinson).
À la télévision, Estelita Rodriguez apparaît dans cinq séries entre 1959 et 1966, dont Papa a raison (1960, un épisode) et Laredo (1965, un épisode).
Son dernier film est Jesse James contre Frankenstein de William Beaudine (avec Jim Davis), sorti en avril 1966, peu après sa mort prématurée. Le 12 mars 1966, à l'âge de 37 ans, Estelita Pego est retrouvée morte sur le sol de la cuisine de sa maison située à proximité de North Hollywood/Van Nuys, Californie. Aucune autopsie n'est réalisée, et la cause de sa mort est inconnue. Elle est inhumée au cimetière de la mission San Fernando Mission, Mission Hills, Californie.

## Filmographie complète

### Au cinéma
(films américains, sauf mention contraire)
- 1945 : Vidas Solitárias de Moacyr Fenelon (film brésilien)
- 1945 : Along the Navajo Trail de Frank McDonald
- 1945 : Mexicana d'Alfred Santell
- 1947 : On the Old Spanish Trail de William Witney
- 1948 : The Gay Ranchero de William Witney
- 1948 : Old Los Angeles de Joseph Kane
- 1949 : Susanna Pass (en) de William Witney
- 1949 : The Golden Stallion de William Witney
- 1950 : Belle of Old Mexico de R. G. Springsteen
- 1950 : Federal Agent at Large (en) de George Blair
- 1950 : Twilight in the Sierras de William Witney
- 1950 : Sunset in the West de William Witney
- 1950 : Hit Parade of 1951 de John H. Auer
- 1950 : Sunset in the West de William Witney
- 1950 : La Ruée vers la Californie (California Passage) de Joseph Kane
- 1951 : Cuban Fireball de William Beaudine
- 1951 : In Old Amarillo de William Witney
- 1951 : Havanna Rose de William Beaudine
- 1951 : Pals of the Golden West de William Witney
- 1952 : The Fabulous Senorita de R. G. Springsteen
- 1952 : Tropical Heat Wave de R. G. Springsteen
- 1952 : South Pacific Trail de William Witney
- 1953 : Sous les tropiques (Tropic Zone) de Lewis R. Foster
- 1953 : Sweethearts on Parade d'Allan Dwan
- 1959 : Rio Bravo d'Howard Hawks
- 1966 : Jesse James contre Frankenstein (Jesse James Meets Frankenstein's Daughter) de William Beaudine

### À la télévision (séries)
- 1959 : Alcoa Presents: One Step Beyond
  - Saison 2, épisode 6 The Inheritance de John Newland
- 1960 : Papa a raison (Father Knows Best)
  - Saison 6, épisode 19 Cupid Knows Best de Peter Tewksbury
- 1961 : Coronado 9
  - Saison unique, épisode 30 The Day Ramon Fell de William Witney
- 1965 : Laredo
  - Saison 1, épisode 5 Three's Company
- 1966 : Les Espions
  - Saison 1, épisode 26 Une petite fille bien sage (There Was a Little Girl) de John Rich